# Tchébi Béro
Tchébi Béro (auch: Tchibi Béro) ist ein Weiler in der Landgemeinde Méhana in Niger.

## Geographie
Der Weiler liegt am rechten Ufer des Flusses Niger. Er befindet sich rund sieben Kilometer nordwestlich des Hauptorts Méhana der gleichnamigen Landgemeinde, die zum Departement Téra in der Region Tillabéri gehört. Zu den Siedlungen in der näheren Umgebung von Tchébi Béro zählen am selben Flussufer Mamassey im Nordwesten, Satoni Gourma im Südosten und Tchébi Keyna im Südwesten sowie am gegenüberliegenden Flussufer Satoni im Nordosten.
Es herrscht das Klima der Sahelzone vor, mit einer durchschnittlichen jährlichen Niederschlagsmenge zwischen 300 und 400 mm.

## Geschichte
Bei Terrorangriffen im August 2024 wurden in den in der Gemeinde Méhana gelegenen Siedlungen Tchébi Béro, Amara, Bandabaré, Gangania, Mamassey und Tchébi Keyna insgesamt 14 Zivilisten getötet und mehrere weitere verletzt. Die nigrischen Sicherheitskräfte töteten als Reaktion darauf zwei Terroristen und bargen gestohlenes Vieh.

## Bevölkerung
Bei der Volkszählung 2012 hatte Tchébi Béro 1072 Einwohner, die in 134 Haushalten lebten.